# Забрана на ВМРО (1934)
Официалната забрана на Вътрешната македонска революционна организация в България е извършена след Деветнадесетомайския преврат от 1934 година.

## Развой
На 19 май 1934 година в България е осъществен държавен преврат от Политическия кръг „Звено“ с помощта на Военния съюз и поддръжката на някои привърженици на ВМРО (протогеровисти). На 14 юни е издадена Наредбата за разтуряне на партийно-политическите организации. В резултат правителството на Кимон Георгиев разтурва и забранява ВМРО, като на войската е дадена заповед да обезоръжи организацията и да арестува нейните ръководни дейци и войводи. Очакванията на Белград, че ВМРО ще окаже съпротива и гражданската война в България ще е неизбежна, не се оправдават. Пред опасността да бъде заловен и убит Иван Михайлов емигрира в Турция, но преди да напусне границите на страната през юни, той нарежда с окръжно на дейците на ВМРО да не оказват никаква съпротива на българските военни власти и да предават доброволно оръжието си. Окръжното съобщение има следното съдържание:
| „ | Във връзка със станалата на 19 май т. г. правителствена промяна в България и прокламирането и провеждането от правителството 14-а точка от Манифеста към българския народ, ВМРО заявява, че по силата на конгресните решения от 1931 г. нейните кадри на българска територия се разформироват и се подканят да станат лоялни граждани на страната. Така че при създаденото положение пределите на България автоматически престават да бъдат обект за дейността на ВМРО. | “ |

Базата на ВМРО – Петрички окръг е разделен между Пловдивска и Софийска област, като околиите по долината на Места преминават към Пловдивска, а тези по долината на Струма към Софийска област. Промените са съпроводени от обща подмяна на местната администрация с поддръжници на новия режим. Впоследствие, на 28 август се извършват масови арести на македонски дейци. От складовете на ВМРО само в Пиринския край и в Кюстендилско военните изземат 10 938 пушки, 637 пистолета, 47 картечници, 15 автомата, 7 минохвъргачки, 7767 бомби и 701 388 куршума. Останалите членове на ЦК и други ръководители на организацията са арестувани, съдени, интернирани или хвърлени в затворите. Произнесени са и няколко смъртни присъди, включително и задочна срещу Иван Михайлов. Амнистия последва след 5 години. Разтурянето на ВМРО е голям удар върху националноосвободителното движение на българите във Вардарска и Егейска Македония.
Организацията решава да нанесе ответен удар срещу югославския крал. С планираното покушение се цели и удар и по деветнайсетомайския режим, стремящ се да поддържа отлични отношения с Кралство Югославия. По време на посещението на Александър Караджорджевич в България между 27 и 29 септември обаче не се случва нищо. На 9 октомври 1934 г. в град Марсилия Владо Черноземски извършва атентат и убива краля на Югославия. След убийството на Караджорджевич кризата в правителството на Кимон Георгиев става очевидна. През януари 1935 година в България е съставен нов кабинет, в който военните поемат пряко отговорността за управлението на държавата. За разлика от предходния кабинет, новият продължава с репресиите не само срещу михайловисткото крило на разтурената ВМРО, но започва репресии и срещу участвалите в преврата протогеровисти.